# Tony Martin (ciclista)
Tony Martin (nascido 23 de abril de 1985) é um ciclista profissional alemão. É um especialista em contra-relógio, tendo já sido vencedor de diversas etapas na volta à França, bem como tetra-campeão mundial da especialidade. Atualmente, corre na equipa Jumbo–Visma.

## Palmares
2005
1 etapa do Regio-Tour
2 etapas do Giro de las Regiones
2006
Tour de Thüringe
2007
1 etapa do Circuito das Ardenas
Copa Ciudad de Asti
1 etapa do Tour de Thüringe
An Post Rás
2008
Hel van het Mergelland
1 etapa da Ster Elektrotoer
1 etapa da Tour de l'Ain
1 etapa da Volta à Alemanha
3º no Campeonato da Alemanha CRI 
2009
1 etapa del Critérium Internacional
1 etapa de la Volta à Baviera
1 etapa de la Volta à Suíça
2º no Campeonato da Alemanha CRI 
3º no Campeonato Mundial de Ciclismo CRI 
2010
1 etapa do Tour da Califórnia
1 etapa da Volta à Suíça
Campeonato da Alemanha CRI  
Eneco Tour, mais 1 etapa
3º no Campeonato Mundial de Ciclismo CRI 
2011
Volta ao Algarve, mais 1 etapa
Paris-Nice, mais 1 etapa
1 etapa da Volta ao País Basco
1 etapa do Critérium du Dauphiné
2º no Campeonato da Alemanha CRI 
1 etapa do Tour de France
1 etapa da Vuelta a España
Campeonato Mundial de Ciclismo CRI  
Volta a Pequim, mais 1 etapa
Chrono des Nations-Les Herbiers-Vendée
2012
Volta à Bélgica, mais 1 etapa
Campeonato da Alemanha CRI  
2º no Ciclismo contrarrelógio masculino nos Jogos Olímpicos de Londres 2012 
Campeonato Mundial de Ciclismo CRE  
Campeonato Mundial de Ciclismo CRI  
Volta a Pequim, mais 1 etapa
Chrono des Nations-Les Herbiers-Vendée
2013
Volta ao Algarve, mais 1 etapa
1 etapa da Tirreno-Adriático
1 etapa da Volta ao País Basco
1 etapa do Volta à Romandia
Volta à Bélgica, mais 1 etapa
1 etapa do Critérium del Dauphiné
Campeonato da Alemanha CRI  
1 etapa do Tour de France
Campeonato Mundial de Ciclismo CRE  
Campeonato Mundial de Ciclismo Contrarrelógio  
Chrono des Nations-Les Herbiers-Vendée
2014
2 etapas da Volta ao País Basco
Volta à Bélgica, mais 1 etapa
2 etapas da Volta à Suiça
Campeonato da Alemanha CRI  